# Gerd Tacke
Gerd Tacke (Mittel-Sohra, 20 de agosto de 1906 – Munique, 23 de outubro de 1997) foi um economista e manager alemão. Foi de 1968 a 1971 diretor executivo (CEO) da Siemens AG.
Tacke fez um estágio como impressor de livros e contador e depois estudou economia, em 1932 ingressou no Grupo Siemens. Em 1951 tornou-se representante, cinco anos depois membro pleno do conselho das duas empresas-mãe Siemens-Schuckert e Siemens & Halske, responsável pelas atividades internacionais do grupo. Após a fundação da Siemens AG foi o primeiro CEO e responsável pela reestruturação abrangente do grupo. Após essa atividade pertenceu de 1972 a 1978 ao Conselho de Supervisão da Siemens AG.